# يوتاكا ساكي
يوتاكا ساكي ، ممثلة أداء صوتي يابانية . مختصة بشكل أساسي بأداء اصوات للألعاب الإباحية و أنميات الهنتاي . بدأت مسيرتها مع بداية الألفية الثالثة بلغت ذروة أعمالها في 2008 برصيد 15 عمل

## رابط خارجي
- Yutaka_S_K على تويتر.